# 伊那大島駅
伊那大島駅（いなおおしまえき）は、長野県下伊那郡松川町元大島にある、東海旅客鉄道（JR東海）飯田線の駅である。松川町の代表駅。
周辺地区名は「もとおおじま（元大島）」や「おおじま（大島）」であるが、駅名は「いなおおしま」と清音表記になっている。

## 歴史
- 1922年（大正11年）7月13日：伊那電気鉄道上片桐駅 - 当駅間延伸時に終着駅（一般駅）として開設[1][2][3]。
- 1923年（大正12年）1月15日：伊那電気鉄道が山吹駅まで延伸、途中駅となる[2][3]。
- 1943年（昭和18年）8月1日：伊那電気鉄道線が飯田線の一部として国有化、鉄道省（後の日本国有鉄道）の駅となる[2][4]。
- 1971年（昭和46年）12月1日：貨物取扱廃止（旅客駅化）[2]。
  - ナシ等、周辺で生産された果物の発送があった。
- 1985年（昭和60年）3月14日：荷物扱い廃止[2]。
- 1986年（昭和61年）11月1日：夜間無人化。
- 1987年（昭和62年）4月1日：国鉄分割民営化に伴い、JR東海の駅となる[2][5]。
- 1994年（平成6年）2月：駅舎改築、売店営業開始。
- 2008年（平成20年）12月10日：売店閉鎖。
- 2013年（平成25年）4月1日：自治体による簡易委託駅となる[6]。

## 駅構造
相対式ホーム2面2線を有し、列車交換可能な地上駅。
上片桐駅方に側線があり、以前は当駅止まりの下り最終列車の夜間留置に使用されていたが、2017年3月ダイヤ改正以降前述の列車は運行終了後に飯田方面へ折返し回送されるようになったため通常ダイヤで夜間留置設定は無い。
ホーム山吹駅側に両ホームを結ぶ構内踏切がある。また上りホーム側に宿泊施設が備えられているが、夜間留置ダイヤ解消に伴い現在は使用されていない。
飯田駅管理の簡易委託駅（松川町受託）。2013年3月31日までは東海交通事業の職員が業務を担当する業務委託駅で、JR全線きっぷうりばも設置されていた。
中央アルプス方面への登山口最寄り駅として駅舎南に登山者休憩用ベンチ、東屋が設置されている。

### のりば
| 番線 | 路線      | 方向 | 行先             |
| ---- | --------- | ---- | ---------------- |
| 1    | CD 飯田線 | 下り | 辰野方面         |
| 2    | CD 飯田線 | 上り | 飯田・天竜峡方面 |

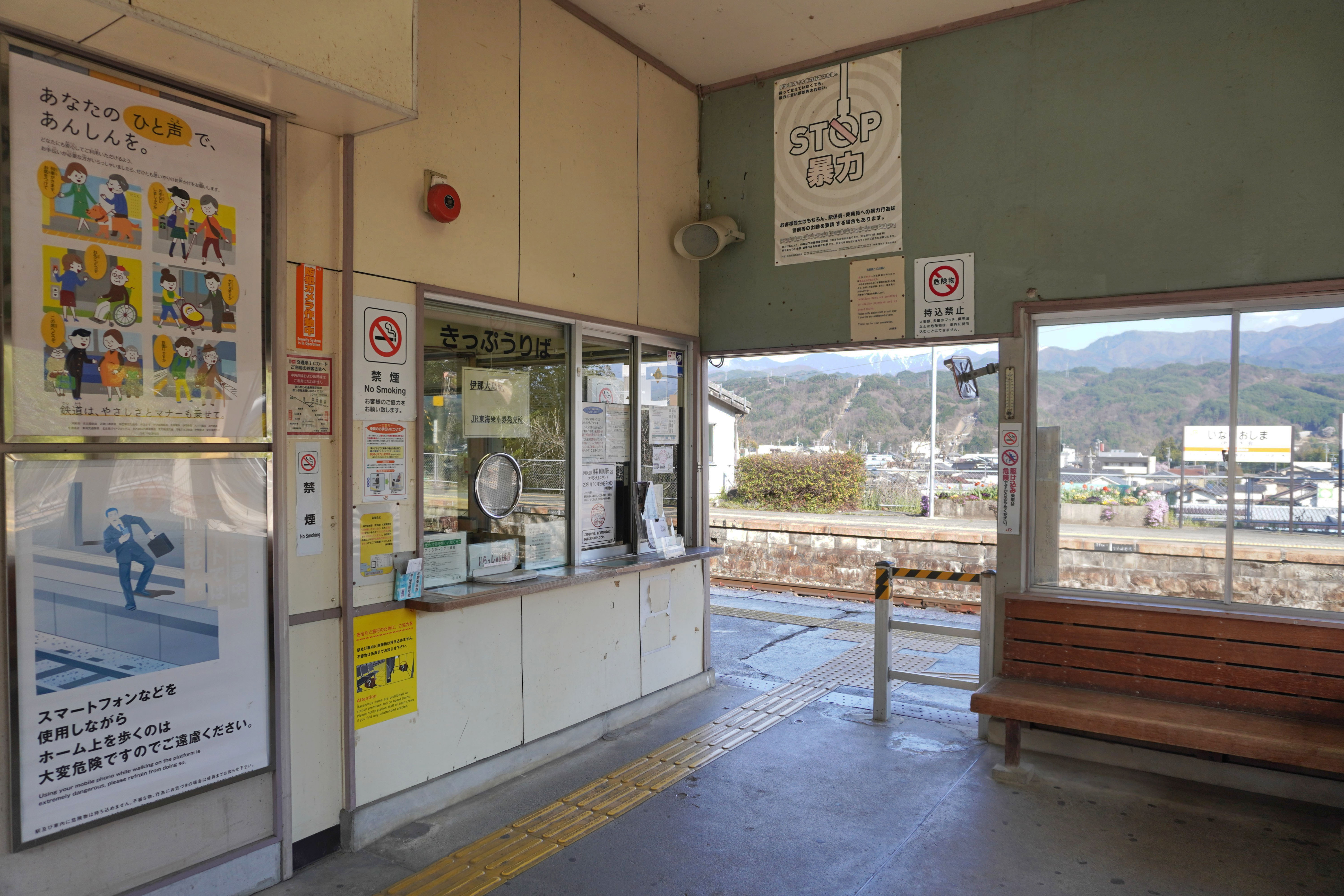
改札口（2023年4月）
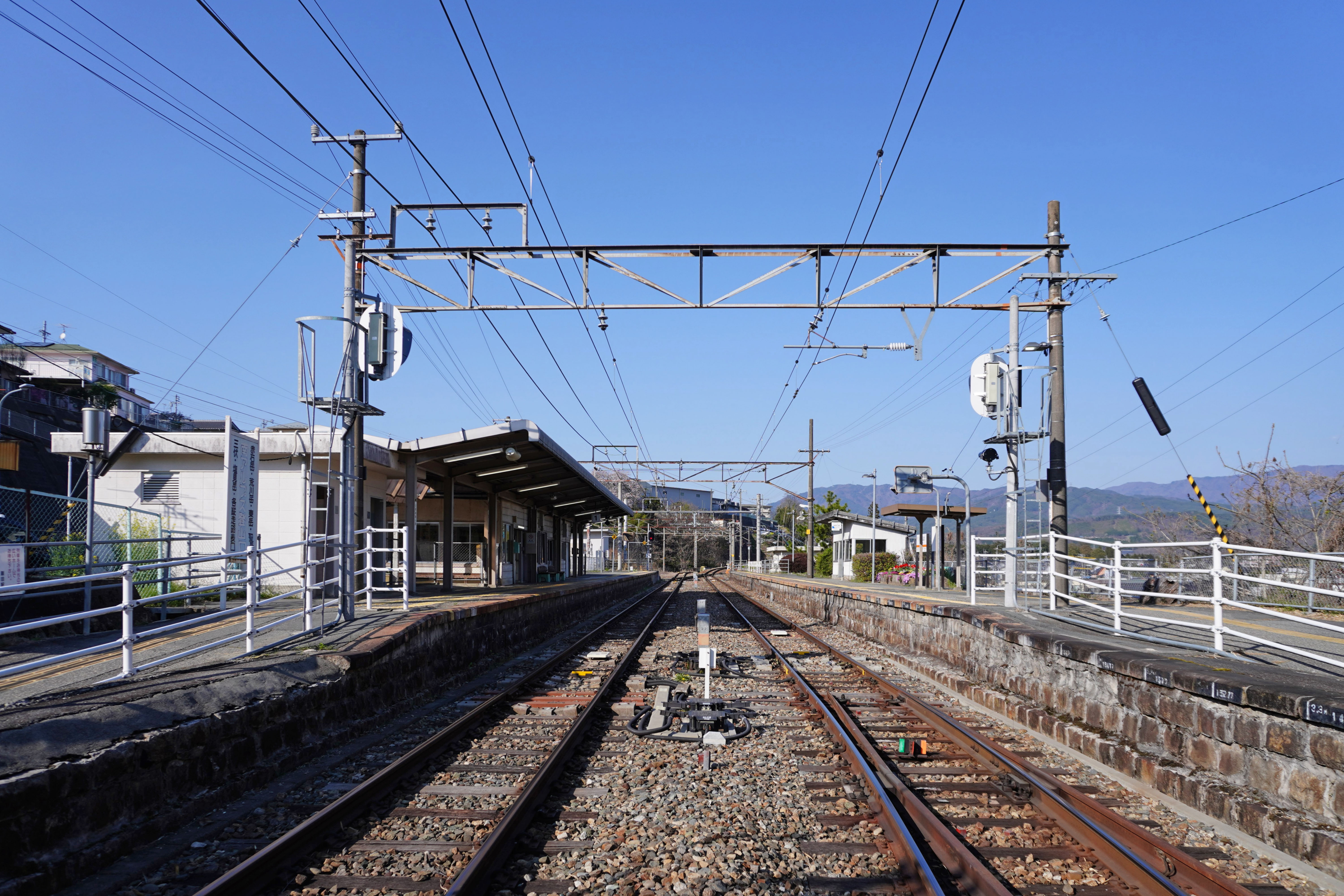
ホーム（2023年4月）
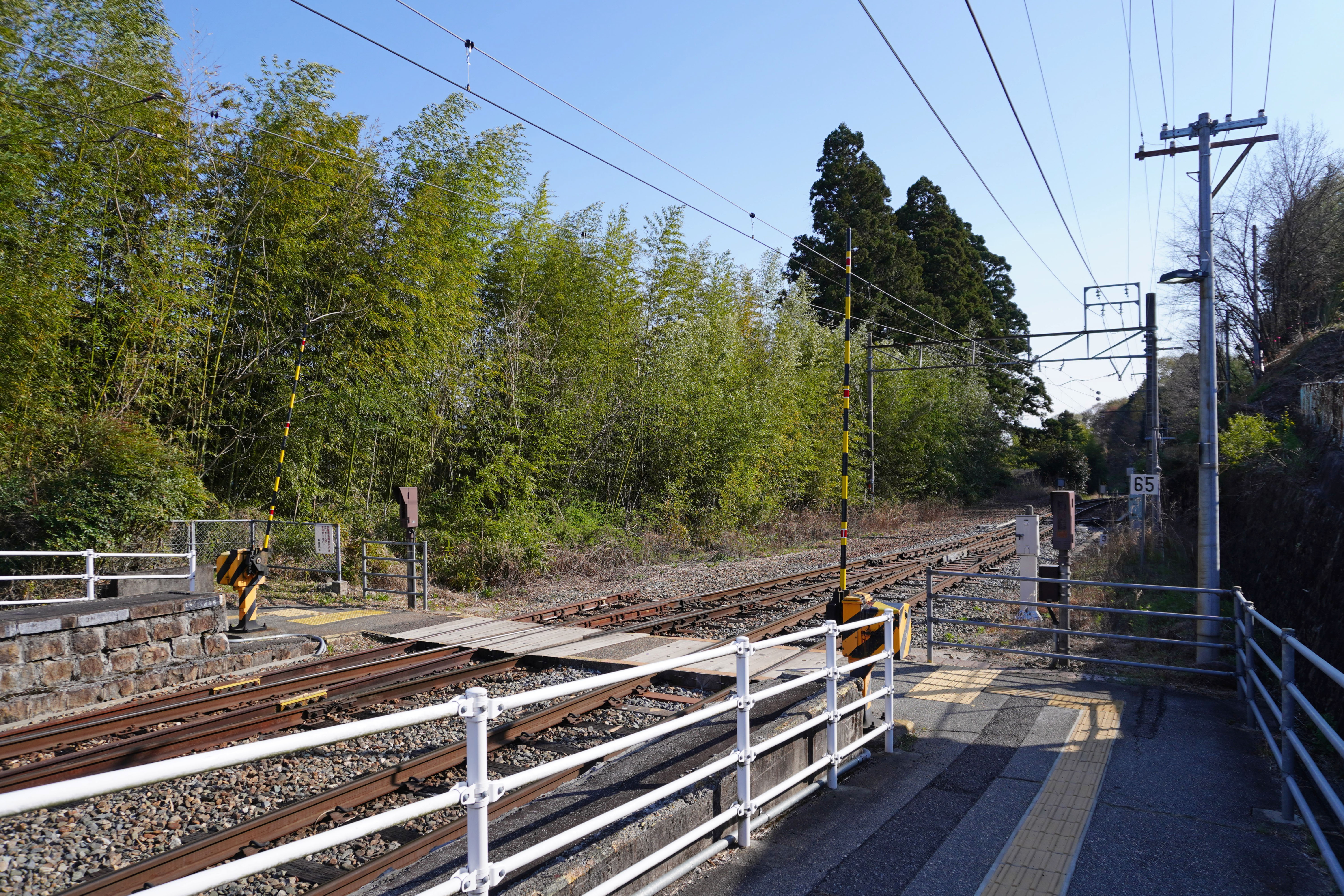
構内踏切（2023年4月）

## 利用状況
「長野県統計書」によると、1日平均乗車人員は以下の通り。
- 2007年度 - 501人[1]
- 2009年度 - 473人[1]
- 2010年度 - 466人
- 2011年度 - 466人
- 2012年度 - 442人
- 2013年度 - 410人
- 2014年度 - 365人
- 2015年度 - 380人
- 2016年度 - 366人[8]
- 2017年度 - 371人[9]
- 2018年度 - 361人[10]

## 駅周辺
天竜川河岸段丘の端に位置しており、駅前には断崖がある。
- タクシー乗り場（松川タクシー）
- 松川町役場[1]
- 松川町立松川中学校
- 松川町立松川中央小学校
- 下伊那赤十字病院[1]
- 大島郵便局
- 八十二銀行松川支店
- 飯田信用金庫大島支店

## バス路線
伊那バス
- 大鹿線
  - 大鹿村大河原行、松川インター行
- 南アルプス登山バス鳥倉線
  - 鳥倉登山口行、松川インター行

松川町コミュニティバス（まつかわフルーツバス）
- 上片桐・大島通学便
- 上片桐循環
- 大島循環
- 部奈線
- 生田線
- 生田循環：峠部奈線（月・水・金運行）

のっチャオ（中川村営巡回バス）
- 巡回南回り線

## 隣の駅
東海旅客鉄道（JR東海）
CD 飯田線
■快速「みすず」
市田駅 - 伊那大島駅 - 上片桐駅
■普通
山吹駅 - 伊那大島駅 - 上片桐駅